# ایوان بوهاتیر
ایوان بوهاتیر (اوکراینی: Іван Олександрович Богатир؛ زادهٔ ۲۴ آوریل ۱۹۷۵) بازیکن فوتبال اهل اوکراین است.
از باشگاه‌هایی که در آن بازی کرده‌است می‌توان به باشگاه فوتبال متالورگ زاپروژیا اشاره کرد.
وی همچنین در تیم ملی فوتبال زیر ۲۱ سال اوکراین بازی کرده‌است.